# Mil·ligram
El mil·ligram (símbol: mg) és una unitat de massa en el Sistema Internacional d'Unitats que equival a una milionèsima de quilogram. El mil·ligram s'usa per a amidar la massa de petites porcions de reactius químics, mostres sòlides, drogues, medicaments i els seus ingredients, i objectes petits en general.
Les balances analítiques dels laboratoris tenen una sensibilitat de 0,1 mg.